# Horažďovice předměstí
Horažďovice předměstí – stacja kolejowa w miejscowości Horažďovice, w kraju pilzneńskim, w Czechach. Znajduje się na linii 190 Pilzno - Czeskie Budziejowice, na wysokości 435 m n.p.m..  

## Linie kolejowe
- 185: Horažďovice předměstí – Domažlice
- 190: Pilzno – Czeskie Budziejowice